# Bromek tiotropiowy
Bromek tiotropiowy (łac. Tiotropii bromidum) – wielofunkcyjny organiczny związek chemiczny o strukturze bromku czwartorzędowej soli amoniowej. Jest inhibitorem receptorów muskarynowych (M1–M5) i powoduje rozszerzenie oskrzeli. Stosuje się go jako lek wziewny w terapii przewlekłej obturacyjnej choroby płuc. Jego działanie utrzymuje się ponad 24 godziny, dlatego może być podawany raz na dobę. Dostępny jest pod nazwami handlowymi Spiriva, Srivasso i Braltus.

## Mechanizm działania
Bromek tiotropiowy jest długo działającym, wybiórczym antagonistą lub odwrotnym agonistą receptorów muskarynowych. Poprzez wiązanie się z nimi w mięśniówce gładkiej oskrzeli hamuje cholinergiczne (zwężające oskrzela) działanie acetylocholiny wydzielanej na zakończeniach nerwów przywspółczulnych. Wykazuje podobne powinowactwo do poszczególnych podtypów receptora muskarynowego (od M1 do M5). Działając jako kompetycyjny antagonista odwracalny receptorów M3 w drogach oddechowych, powoduje rozszerzenie oskrzeli. Działanie to jest zależne od dawki i utrzymuje się ponad 24 godziny. Długotrwałe działanie jest prawdopodobnie spowodowane bardzo powolną dysocjacją cząsteczki produktu od receptora M3, przy czym okres połowicznej dysocjacji jest znacznie dłuższy w porównaniu z bromkiem ipratropiowym. Jako lek antycholinergiczny o strukturze amoniowej soli czwartorzędowej, bromek tiotropiowy stosowany wziewnie odznacza się wybiórczym, miejscowym działaniem na oskrzela. Stężenia terapeutyczne, przy których nie występują ogólnoustrojowe objawy działania antycholinergicznego, mieszczą się w dopuszczalnym zakresie.

## Wskazania do stosowania
Lek rozszerzający oskrzela w leczeniu podtrzymującym POChP.

## Przeciwwskazania
Nadwrażliwość na bromek tiotropiowy, atropinę bądź jej pochodne, między innymi bromek oksytropiowy lub ipratropiowy, albo na pomocniczą laktozę jednowodną, która zawiera białka mleka.

## Działania niepożądane
Najczęściej obserwowane w kontrolowanych badaniach klinicznych skutki uboczne były związane z antycholinergicznym działaniem produktu – na przykład suchość błony śluzowej jamy ustnej, która pojawiła się u około 4% pacjentów. W 28 badaniach klinicznych suchość błony śluzowej jamy ustnej była przyczyną przerwania leczenia u 18 z 9647 pacjentów przyjmujących lek (0,2%).
Do ciężkich działań niepożądanych związanych z antycholinergicznym działaniem produktu należą: jaskra, zaparcia, niedrożność jelit, w tym porażenna niedrożność jelit, oraz zatrzymanie moczu. Częstość występowania objawów związanych z antycholinergicznym działaniem produktu może zwiększać się z wiekiem.

## Interakcje
Nie przeprowadzano badań oceniających interakcje leku. Podawanie bromku tiotropiowego w postaci proszku do inhalacji równocześnie z innymi lekami często stosowanymi w leczeniu POChP, w tym sympatykomimetykami rozszerzającymi oskrzela, metyloksantynami, sterydami doustnymi i wziewnymi, nie powodowało wystąpienia klinicznie istotnych interakcji lekowych. Jednoczesne podawanie bromku tiotropiowego i innych leków zawierających substancje o działaniu antycholinergicznym nie było badane i w związku z tym nie jest zalecane.